# Denmoza
Denmoza — рід кактусів триби Trichocereeae. Включає 2 види.

## Назва
Назва роду Denmoza є анаграмою назви аргентинської провінції Мендоса. 

## Поширення
Обидва види роду є ендеміками Аргентини.

## Опис
Кактуси сягають заввишки до 150 см та шириною 15-30 см. Стовбур світло-зеленого або темно-зеленого забарвлення з 15-30 ребрами. Квіти зигоморфні, завдовжки до 7,5 см, червоного кольору. Квітконос вкритий білими волосками. Плід сферичної форми, близько 2,5 см діаметром, блідо-зеленого кольору, при дозріванні розтріскується.